# Ottenschlag
Ottenschlag è un comune austriaco di 998 abitanti nel distretto di Zwettl, in Bassa Austria; ha lo status di comune mercato (Marktgemeinde).